# Aílton Delfino
Aílton Delfino (Belo Horizonte, Minas Gerais, Brasil, 1 de septiembre de 1968) es un exfutbolista brasileño que jugaba como delantero.

## Trayectoria

### Atlético Mineiro
Debutó como juvenil en 1987 con Atlético Mineiro, participando en la conquista de tres Campeonatos Mineiro en los años 1988, 1989 y 1991, además de una Copa CONMEBOL.

### Benfica
En 1993 se incorporó al Benfica de Portugal como alternativa de Adolfo Valencia tras el fracaso de las negociaciones del club con el futbolista colombiano. Hizo su debut el 18 de agosto en un amistoso contra el FC Barcelona, anotando el 2-1 en el minuto 73. 
Su primera temporada en Portugal fue un éxito, ya que ayudó al equipo a ganar el título de la Primeira Liga, anotando 14 goles en 33 partidos jugados, en particular el primero contra el Oporto el 6 de febrero de 1994.

### São Paulo
En su segunda temporada el entrenador de eses entonces Artur Jorge hizo varios cambios en la plantilla, siendo Aílton cedido al São Paulo hasta junio de 1995; luego regresó a Portugal por un período de seis meses pero no tuvo éxito, lo que hizo que al año siguiente definitivamente se mudara al São Paulo, gando en dicho club la Copa Master de CONMEBOL en la cual anotó un gol en la semifinal ante el Botafogo. 

### Últimos años
Luego pasó por cinco clubes, en particular ayudando al São Caetano a terminar subcampeón en la Serie A Brasileña en los años 2000 y 2001, por otro lado fue titular en ambos juegos de la Final de la Copa Libertadores 2002 la cual perdió con Olimpia de Paraguay.

## Palmarés
Atlético Mineiro
- Campeonato Mineiro: 1988, 1989, 1991
- Copa CONMEBOL: 1992

Benfica
- Primeira Liga: 1993–94
- Copa de Portugal 1995–96 y 1995–96

São Paulo
- Copa Master de CONMEBOL